# Houston Calls
Houston Calls is een band uit New Jersey die ontstond in 2003.

## Biografie
De band werd in 2003 gevormd door Tom Keiger, Jarrett Selzer, "Okie" Okamoto ,Tommie Clayton en Kenny Ryan. De naam Houston Calls zou afstammen van een combinatie van hoofdstukken van de Apollo 13 dvd. Toen ze juist begonnen op te treden bracht de band al snel een eerste ep uit "4 Song Sampler". Door deze release en hun tours werd de groep snel bekender en groeide hun populariteit in hoog tempo.
in 2004 verliet Tommie Clayton de band en werd vervangen door Josh Grigsby. De band bracht met hun nieuwe drummer een 2e ep uit: "Sampler Volume 2". in 2005 bracht de band hun debuutalbum "A Collection of Short Stories" uit. in 2006 besloot Kenny Ryan de band te verlaten wegens financiële problemen. José Lopez kwam bij de band als vervanger van Kenny Ryan.

## Discografie

### Albums
- A Collection of Short Stories (2005)

### Ep's
- 4 Song Sampler (2003)
- Sampler Volume 2 (2004)